# Eumerus ussuriensis
Eumerus ussuriensis är en tvåvingeart som beskrevs av Stackelberg 1952. Eumerus ussuriensis ingår i släktet månblomflugor, och familjen blomflugor. Inga underarter finns listade i Catalogue of Life.